# 95449 Frederickgregory
95449 Frederickgregory è un asteroide della fascia principale. Scoperto nel 2002, presenta un'orbita caratterizzata da un semiasse maggiore pari a 2,7350434 au e da un'eccentricità di 0,0981791, inclinata di 11,88146° rispetto all'eclittica.